# マテリアルハンドリング

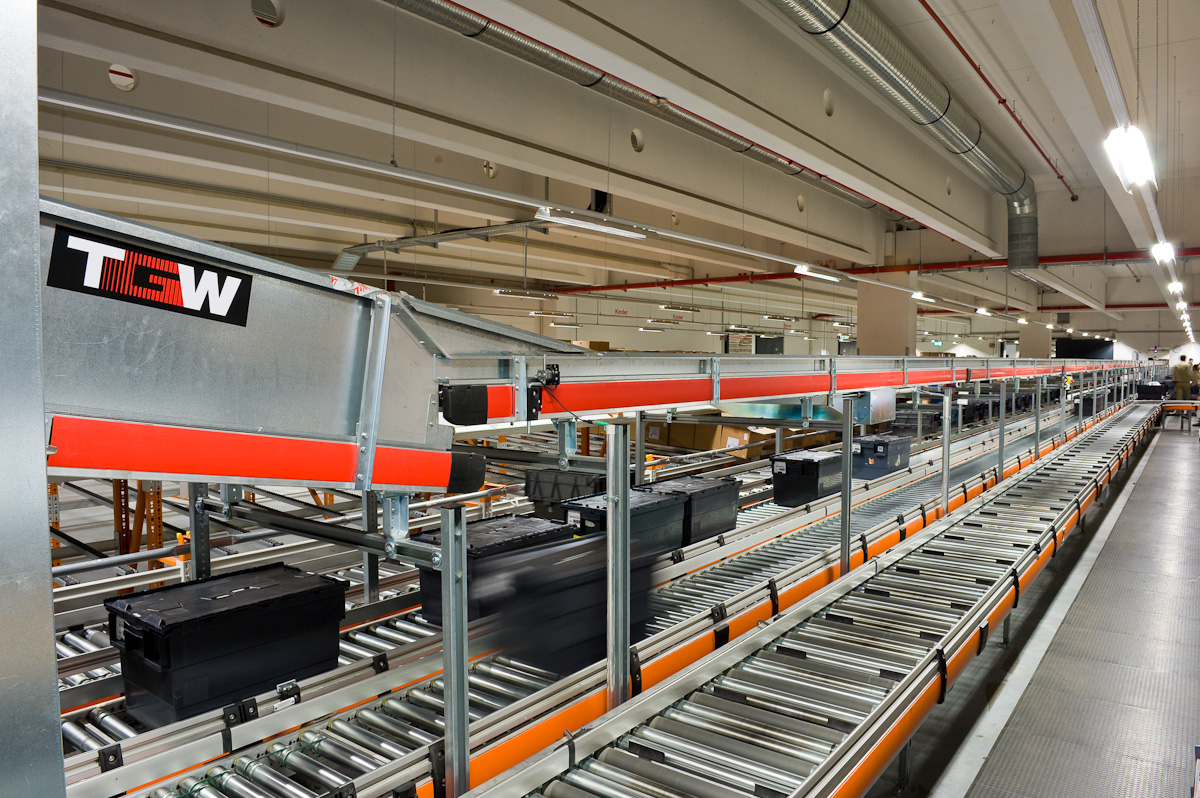
ローラーコンベアー上を移動する輸送コンテナ

マテリアルハンドリング（英語：Material handling）は、生産拠点や物流拠点内の原材料、仕掛品、完成品の全ての移動にかかわる物の取り扱いである。手動、半自動、および自動化された幅広い機器を使用し、製造、倉庫保管、流通、消費、廃棄の全体にわたる材料の保護、保管、管理なども含まれる。日本では「マテハン」と略される 。
マテリアルハンドリングは、製造業と物流において重要な役割を担っており、物理的な商取引の大半の品目は、製造工場、倉庫、および小売店において、ベルトコンベアまたはフォークリフト、あるいは他のタイプのマテリアルハンドリング装置で運搬が行われている。マテリアルハンドリングは通常、全生産・製造業の仕事の一部門として必須であり、アメリカ合衆国では65万人以上の労働者が（乗り物など）何かしらの移動系機械オペレーターとして働いており、2012年時点での年間賃金の中央値は31,530USドルであった。これらのオペレーターは、様々な作業現場で材料の移動や車両への積み卸しなど、移動機械を使用して様々な商品の運搬が行われている。
産業用ロボットでの溶接や締結作業で、ツールを固定してワークをロボットで動かすことを「マテリアルハンドリング」と呼ぶ。

## マテリアルハンドリングシステムの設計

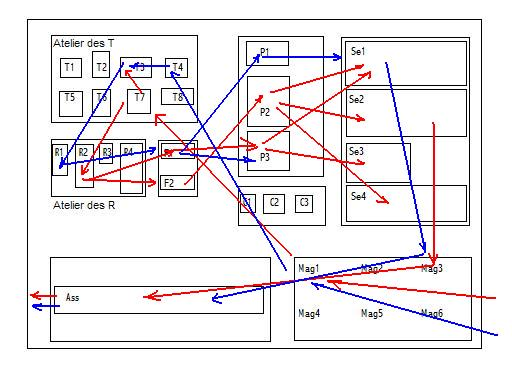
製品の配置と動線を示したマテリアル・フロー・ダイアグラム

生産システムの各作業間の効率的な材料の流れは、作業のレイアウト（配置）に大きく依存するため、マテリアルハンドリングはほとんどの生産システムの設計に不可欠となる。2つの作業が隣接している場合、材料は1つの作業場から隣の作業場へ人によって単純に渡されるだけとなるが、生産工程がある場合には、ベルトコンベアーによって材料を低コストで移動させることが可能となる。また、作業場所が離れている場合は、より高価なオーバーヘッドコンベヤや、フォークリフトとトラックなどが移動に必要となる。材料の輸送にトラックを使用する場合コストが上がるが、これはオペレーターの人件費と、輸送に必要な台数を減らすため、複数の材料を1つの場所にまとめる工程が必要となり、移動後、再度生産システムに戻す工程などが増えるためである。

### ユニットロード・コンセプト
ユニットロードとは、様々な荷姿の梱包貨物をそのまま個別に扱うのでは無く、パレットやコンテナ単位にまとめユニット化することを指す。粉粒体、液体、および気体の材料はバルク（裸）で輸送することができるが、袋、ドラム、およびシリンダーを使用してユニットロードに含めることも可能である。 ユニットロードの利点は、より多くのアイテムを同時に処理できることにより、必要な移動回数が減り、処理コスト、積み卸しの処理時間、および製品の損傷が減ることに繋がり、標準化されたマテリアルハンドリング機器を使用できることにある。デメリットとして、バッチ処理による生産システムのパフォーマンスへの悪影響や、空コンテナや空パレットを発送場所へ返却（回送）するためのコストなどが挙げられる。

### 取り扱い工程

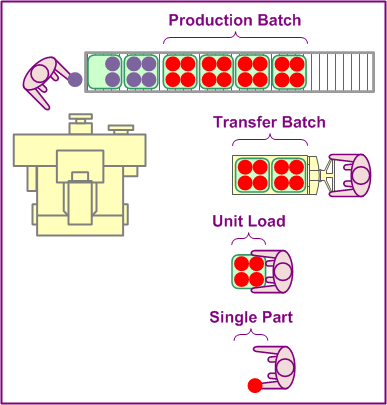
各生産バッチを示した図。上段からプロダクションバッチ、搬送バッチ、ユニットロード、単体

ユニットロードは、工程内ハンドリングと流通（受取、保管、および出荷）の両方に使用することが可能である。ユニット荷重の設計には、荷重の種類、サイズ、重量及び構成、荷重を取り扱うために使用する装置及び方法、並びに荷重を形成（又は構築）及び分解する方法の決定が含まれる。工程内取扱いの場合、単位荷重は工程内部品の製造バッチサイズより大きくはならない。ボトルネック問題を避けるため、あえて大きな生産バッチに拡大した場合には、取り扱いのために小さな搬送バッチに分割することができ、各搬送バッチは1つ以上の単位荷重を含み、小さな単位荷重は、より効率的に搬送できるように大きな搬送バッチに結合することが可能となる。

### 分配
コンテナやパレットは通常、規格毎の標準的なサイズと構成でしか入手できず、トレーラー、鉄道の貨車、航空機（貨物機）の貨物室は幅、長さ、高さに制限があるため、既存の倉庫レイアウトや保管棚の構成、顧客のパッケージやカートンサイズや小売店の棚の制限により、荷物の実現可能なコンテナ・パレットサイズが制限される場合があるため、流通の時点でユニットロードの選択肢が困難な場合がある。また、ユニットロードの実用的なサイズは、利用可能な装置や通路スペース、安全な材料取り扱いの必要性によって制限される場合がある。

## 健康と安全
アメリカでは年間50万件以上報告されている筋骨格系障害のうち、手作業（Manual Materials Handling, MMH）による材料運搬作業が大きな割合を占めている。筋骨格系障害の多くは、腰、肩、上肢の歪みや捻挫を伴い、障害や治療、および経済的ストレスを齎す可能性がある。また、雇用主は労働者の労働力低下に対する各種対応が発生する上、労災保険などを通じ、その代償を払わなければならない。
効果的な人間工学の介入により、手作業による作業タスクの身体的要求が低下する上、MMHが引き起こす可能性のある筋骨格損傷の発生率と重症度が低下することが科学的根拠として示されている。怪我に関連するコストを削減する可能性だけでも、人間工学的介入は、企業の生産性、製品の品質、および全体的なビジネス競争力を向上させるための有効なツールとなる。しかし、マネージャーや労働者がエネルギー、設備、労力を最大限に活用して、可能な限り最も効率的、効果的、かつ手近な方法で仕事を成し遂げる最善の方法を再検討すると、生産性が確実に向上する。これらの原則を適用する計画は、関係者全員に大きな利益をもたらす可能性が往々にして発生する。

## 該当機器

### 運搬
- 台車
- 輸送コンテナ
- ドーリー / キャスター
- パレット
- パレタイザ / デパレタイザ - パレットへの積み付け積み卸し装置
- フォークリフト
- ハンドリフト
- ローラーコンベア
- ベルトコンベア
- 垂直搬送機
- 無人搬送車

### 収集・仕分け
- 仕分け機
- 自動仕分けシステム
- ピッキングカート
- ピッキングロボット

### 保管
- 立体自動倉庫
- 移動ラック
- 固定ラック

### その他
- デジタル表示器
- ウェアラブルデバイス
- ハンディターミナル
- 識別子 - バーコード / QRコード / RFID
- 倉庫管理ソフトウェア